# Настольный теннис на летних Паралимпийских играх 1960

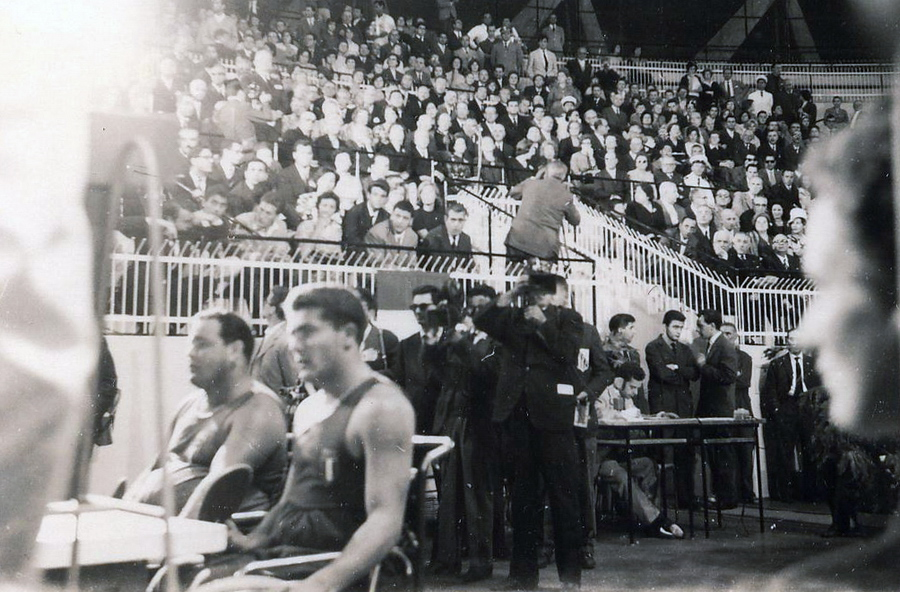
Рим 1960, соревнования по настольному теннису

Соревнования по настольному теннису на летних Паралимпийских играх 1960 состояло из одиннадцати соревнований, шести у мужчин и пяти у женщин.

## Результаты

### Медальный зачёт
| Место           | Страна          | Золото | Серебро | Бронза | Всего |
| --------------- | --------------- | ------ | ------- | ------ | ----- |
| 1               | Италия          | 3      | 4       | 3      | 10    |
| 2               | Австрия         | 3      | 2       | 1      | 6     |
| 3               | Великобритания  | 3      | 1       | 5      | 9     |
| 4               | ФРГ             | 1      | 0       | 1      | 2     |
| 5               | Бельгия         | 1      | 0       | 0      | 1     |
| 6               | Австралия       | 0      | 1       | 0      | 1     |
| 6               | Израиль         | 0      | 1       | 0      | 1     |
| 6               | Мальта          | 0      | 1       | 0      | 1     |
| 6               | Нидерланды      | 0      | 1       | 0      | 1     |
| 10              | Норвегия        | 0      | 0       | 1      | 1     |
| Всего стран: 10 | Всего стран: 10 | 11     | 11      | 11     | 33    |

### Мужские соревнования
| Соревнование | Золото                                    | Серебро                                   | Бронза                                   |
| ------------ | ----------------------------------------- | ----------------------------------------- | ---------------------------------------- |
| Одиночные A  | Томми Тейлор Великобритания               | Доменико Каскелла Италия                  | М. Бек Великобритания                    |
| Одиночные B  | Энгельберт Ранггер Австрия                | Франческо Скальцо Италия                  | Федерико Зарилли Италия                  |
| Одиночные C  | Джованни Бергелла Италия                  | Моисей Аццопарди Мальта                   | Федерико Зарилли Италия                  |
| Парные A     | Великобритания M. Beck Томми Тейлор       | Нидерланды Жерар Джейкобс Пит ван Аарт    | Австрия Паульхарт Шнайдер                |
| Парные B     | Италия Джованни Феррарис Федерико Зарилли | Австралия Билл Мазер-Браун Бруно Моретти  | Великобритания Ронни Фостер Филипс       |
| Парные C     | Италия Франко Росси Арольдо Рускиони      | Италия Джованни Феррарис Федерико Зарилли | Великобритания Филипс Джордж Свиндлхерст |

### Женские соревнования
| Соревнование | Золото                                    | Серебро                             | Бронза                               |
| ------------ | ----------------------------------------- | ----------------------------------- | ------------------------------------ |
| Одиночные A  | Андерсон Великобритания                   | Энджел Израиль                      | Тора Лисо Норвегия                   |
| Одиночные B  | Марлен Мулендайк ФРГ                      | Манетт Бергер-Вальденегг Австрия    | Анна Мария Тосо Италия               |
| Одиночные C  | И. Аллоо Бельгия                          | Шарф Австрия                        | Губбин Великобритания                |
| Парные B     | Австрия Манетт Бергер-Вальденегг Р. Кунел | Италия Мария Скутти Анна Мария Тосо | Великобритания Фроггарт Сьюзан Машам |
| Парные C     | Австрия Манетт Бергер-Вальденегг Шарф     | Великобритания Эдвардс Губбин       | ФРГ Марлен Мулендайк Криста Зандер   |